# Belinda Stowell
Belinda Stowell, née le 28 mai 1971 à Harare au Zimbabwe, est une skipper australienne d'origine zimbabwéenne.

## Carrière
Belinda Stowell participe aux Jeux olympiques d'été de 2000 à Sydney et remporte la médaille d'or dans la catégorie du 470.